# Triphyllus fasciatus
Triphyllus fasciatus is een keversoort uit de familie boomzwamkevers (Mycetophagidae). De wetenschappelijke naam van de soort werd in 1871 gepubliceerd door William John Macleay.